# Шальдаг
Шальда́г (ивр. שלדג‎ — «зимородок») — специальное подразделение ВВС Армии обороны Израиля. Подразделение создано в 1974 году. Дислоцировано на базе ВВС Израиля Пальмахим. Подчиняется управлению частей специального назначения ВВС.

## Задачи подразделения
Официальными задачами подразделения является «осуществление операций коммандо с применением высокотехнологичного оборудования». Деятельность подразделения заключается в разведке целей в интересах ВВС, наведении самолетов на цель, управлении воздушным движением, спасении сбитых пилотов и других видах обеспечения операций ВВС Израиля.

## История деятельности
Подразделение участвовало в следующих операциях:
- Операция «Литани»
- Операция «Моисей» (эвакуация в Израиль около 8000 эфиопских евреев из лагерей беженцев в Судане в 1984—1985).
- Операция «Соломон»
- Операция «Сведение счётов»
- Операция «Гроздья гнева»
- Во время Второй ливанской войны — рейд на Баальбек
- 8 сентября 2024 года в ходе операции под названием «Операция «Множественные пути»» (иврит: מבצע רבות הדרכים) (2024 Masyaf raid[англ.]) израильские спецподразделения Отряд 669 и «Шальдаг» совершили налет на подземный объект по производству ракет в филиале Сирийского научно-исследовательского центра (SSRC) недалеко от Масьяфа на северо-западе страны. Налет прикрывался авиаударами, в результате которых, по данным государственных СМИ, погибло не менее восемнадцати человек[2]. Базирующийся в Великобритании Сирийский центр мониторинга за соблюдением прав человека сообщил, что погибло 27 человек. Подготовка к операции началась за несколько месяцев, когда военнослужащие спецназа стали прорабатывать различные сценарии выполнения задачи. Вечером 8 сентября 100 военнослужащих «Шальдаг» и 20 из состава Отряда 669 на четырех вертолетах CH-53 вылетели из Израиля в сирийскую провинцию Хама. Поддержку также оказывали 2 ударных вертолета, 21 истребитель, 5 БпЛА, а также 14 разведывательных и иных самолетов. Еще 30 были в резерве на случай если операция пойдет не так. Одновременно с пролетом вертолетов в небе Сирии, ВВС и ВМС ЦАХАЛ нанесли серию ударов по объектам в Сирии с целью отвлечь внимание. В задачу Отряда 669 также входило обеспечения безопасности стоянки вертолетов, а также оказания помощи в случае появления раненых[3].

### Возможное участие
Некоторые средства информации сообщали об участии подразделения в охоте за ракетами Р-11 («СКАДами») во время операции «Буря в пустыне».
Также сообщалось о целеуказании в бомбардировке ядерных объектов в Сирии в 2007 году (по другим данным, эта задача выполнялась подразделением «Сайерет Маткаль»).